# Nothomyrmecia macrops
Nothomyrmecia macrops ist eine australische Ameisenart, die als urtümlichste noch lebende (rezente) Ameise und als „Lebendes Fossil“ gilt. Sie wird deshalb in Australien als „Dinosaur ant“ („Dinosaurier-Ameise“) bezeichnet.

## Merkmale
Arbeiterinnen der Art erreichen etwa 10 Millimeter Körperlänge bei schlankem Körperbau. Sie sind hell gelbbraun gefärbt, der Vorderabschnitt des Gaster etwas verdunkelt. Die Tiere sind relativ schwach sklerotisiert, das Exoskelett schwach skulpturiert mit zahlreichen langen Haaren. Der Kopf trägt große, aus der Kopfkontur vorragende Komplexaugen, die etwa in Kopfmitte sitzen, und rudimentäre, funktionslose, Ocellen. Die Mandibeln sind langgestreckt-dreieckig, auffällig nach vorn, etwas weniger als die Kopflänge, über den Kopf vorragend, die gerade Kauleiste mit zehn bis zwölf kleinen Zähnen. Sie besitzen Maxillarpalpen mit sechs und Labialpalpen mit vier Gliedern. Die langen und schlanken Antennen sind zwölfgliedrig (bei den Männchen dreizehn Segmente).
Der freie Hinterleib oder Gaster ist durch das abgeschnürte zweite Segment, das ein in der Mitte knotenförmig verdicktes Stielglied (Petiolus) bildet, vom Rumpfabschnitt (Alitrunk) abgesetzt. Im Gegensatz zur Gattung Myrmecia fehlt ein Postpetiolus. Die Tiere besitzen einen funktionstüchtigen Giftstachel, der Stich wird als moderat schmerzhaft beschrieben. Arbeiterinnen und Geschlechtstiere besitzen ein Stridulationsorgan zwischen den Sterniten des dritten und vierten Abdominalsegments. Anders als bei allen anderen lebenden Ameisen besteht das vierte Hinterleibssegment aus getrenntem Tergit und Sternit, es ist nicht röhrenförmig verwachsen.
Die Königinnen sind im Durchschnitt ein wenig größer als die Arbeiterinnen. Sie besitzen funktionstüchtige Ocellen. Flügel sind vorhanden, aber verkürzt (brachypter) und am Ende abgestutzt, sie reichen in der Regel bis zum dritten Hinterleibssegment (= erstes Gastersegment); Königinnen sind nicht flugfähig. Männchen besitzen voll ausgebildete Flügel und sind flugfähig. Das Flügelgeäder ist relativ ursprünglich; als einzige rezente Ameise besitzt sie außerdem zwei Gruppen von Hamuli zur Koppelung der Flügel. Als große Ausnahme unter den höher entwickelten Hymenopteren besitzen viele (aber nicht alle) Individuen zwei Sporne an den Vorderschienen.
Die Larven sind vom „myrmecioiden“ Typ, das heißt, sie sind relativ langgestreckt, schlank, etwas bauchwärts eingekrümmt, ohne abgesetzten Nackenbereich. Larven und Eier ähneln sehr denen der Gattung Myrmecia. Eine genaue Beschreibung geben Wheeler und Kollegen. Die Verpuppung erfolgt in einem Kokon.
Nothomyrmecia besitzt mit 2n = 94 die höchste bekanntgewordene Chromosomenzahl nicht nur der Ameisen, sondern sogar der Hautflügler überhaupt.

## Lebensweise
Nothomyrmecia lebt in kleinen Kolonien aus einer Königin und 50 bis 70 Arbeiterinnen in einem Erdnest. Sie ist streng nachtaktiv. Neue Staaten werden durch eine einzelne Königin begründet. Diese verpaart sich meist mit einem, in etwa einem Drittel der Fälle aber mit zwei, selten sogar mit drei, Männchen (Polyandrie). Der Verwandtschaftsgrad der Arbeiterinnen untereinander lag in verschiedenen Kolonien zwischen 0,57 und 0,64. Arbeiterinnen sind damit weniger eng miteinander verwandt als bei nur einem Vater (bei Hymenopteren: 0,75), aber immer noch enger als mit ihren eigenen Nachkommen (0,5). Damit sind die Bedingungen von Hamiltons Regel zur Kooperation bei der Art noch erfüllt. Als große Ausnahme unter den Ameisen kommt bei der Art, neben der gewöhnlichen Begründung von neuen Kolonien durch ausschwärmende Jungköniginnen, ein ungewöhnlicher zweiter Weg vor: Beim Tod der Königin kann eine der Jungköniginnen an ihre Stelle treten und damit ihre Mutterkolonie gleichsam „erben“. Die Kolonien sind damit potenziell unsterblich. Ob dieser Vererbungsweg bei Ameisen ursprünglich oder abgeleitet ist, ist unklar. Kolonien mit vielen Königinnen (Polygynie) kommen ebenso wenig vor wie reproduzierende Arbeiterinnen.
Die Art zeigt ein für Ameisen ganz ungewöhnlich primitives Sozialverhalten. Die Königin wird quasi nie von Arbeiterinnen gefüttert und muss sich im Wesentlichen selbst versorgen. Eine Spezialisierung von Arbeiterinnen findet nicht statt; abgesehen von einer schwachen Tendenz einiger, bevorzugt den Nesteingang zu bewachen. Auch die Arbeiterinnen kooperieren kaum miteinander. Rekrutierung zu ergiebigen Nahrungsquellen, Teamarbeit oder gegenseitige Fütterung finden nicht statt.
Die Art ernährt sich räuberisch. Arbeiterinnen schwärmen in den Nachtstunden aus dem Nest aus, wobei sie bei sehr kühlen Temperaturen aktiv bleiben. Insgesamt ist ihr Aktivitätsniveau aber für Ameisen ungewöhnlich niedrig, die Tiere verharren oft stundenlang völlig bewegungslos, oft etwa zwei Drittel der Gesamtzeit. Die Jagd findet wenig am Erdboden statt, sondern die Tiere erklettern dazu Bäume und Büsche. Als Beute werden vor allem Zweiflügler und Schnabelkerfe angegeben, zusätzlich nutzen sie auch Honigtau. Begegnen sich Tiere verschiedener Kolonien, kommt es quasi nie zu antagonistischem Verhalten. Möglicherweise schließen sich Arbeiterinnen gelegentlich sogar fremden Kolonien an.

## Lebensraum und Verbreitung
Die Art ist heute nur aus South Australia, vor allem von der Eyre-Halbinsel bekannt (zum Erstfund vgl. unter Forschungsgeschichte), wo sie regional als moderat häufig gilt. Die Einstufung in der Roten Liste des IUCN von 1996 als "vom Aussterben bedroht (critically endangered) gibt nach Einschätzung der meisten Fachleute einen veralteten Stand des Wissens wieder. Sie lebt in einer in Australien verbreiteten, Mallee genannten, von relativ niedrigwüchsigen Eukalyptus-Arten wie Eukalyptus oleosa dominierten, offenen Gebüsch- oder Offenwaldformation. Die teilweise weit auseinander stehende Baum- und Buscharten erreichen etwa 5 bis 8 Meter Wuchshöhe.

## Phylogenie und Verwandtschaft
Nach morphologischen Kriterien ist die nächstverwandte Gattung die ebenfalls in Australien lebende Myrmecia, die gemeinsam die Unterfamilie Myrmeciinae bilden. Einige Autoren stellen sie auch in eine eigene Unterfamilie Nothomyrmeciinae. Genetische Untersuchungen trugen bisher nicht viel zur Erhellung bei, haben aber einer monophyletischen Unterfamilie Myrmeciinae nicht widersprochen. Die Schwestergruppe der Myrmeciinae ist unbekannt. Möglicherweise bildet sie mit den Myrmicinae und Pseudomyrmecinae eine Gruppe, den „myrmecoiden“ Artenkomplex. Nach der Übersicht von Philip Ward, der die Literatur bis 2007 auswertete, könnten die (baumlebenden) Pseudomyrmecinae die Schwestergruppe sein. Trotz ihrer urtümlichen Gestalt und des einfachen Sozialverhaltens steht Nothomyrmecia also wohl nicht völlig phylogenetisch isoliert.
Die Myrmeciinae ähnelt stark einer Reihe von fossilen Arten aus dem Mesozoikum. Damals waren sie weltweit verbreitet. Sehr ähnlich wie Nothomyrmex ist insbesondere die aus dem eozänen baltischen Bernstein beschriebene Gattung Prionomyrmex mit der Art Prionomyrmex janzeni. Nach Vergleich der morphologischen Merkmale war diese mit Nothomyrmecia sogar enger verwandt als diese mit Myrmecia. Der renommierte Forscher Cesare Baroni Urbani hielt die Unterschiede für so unbedeutend, dass er die Gattungen vereinigte, unsere Art müsste dann (aus Prioritätsgründen) Prionomyrmex macrops genannt werden. Diese Ansicht hat sich aber in der Fachwelt nicht durchgesetzt und der alte Gattungsname wurde formal wieder eingesetzt.

## Forschungsgeschichte
Nachdem John Clark die Art nach zwei 1931 gefundenen Arbeiterinnen erstbeschrieben hatte, wurde sie jahrzehntelang nicht wiedergefunden. Mehrere Sammelexpeditionen in der Typusregion, nahe Balladonia Station in Westaustralien, blieben ergebnislos. Erst 1977 gelang einer Gruppe von Entomologen ein Wiederfund. Diese waren auf dem Weg zur alten Fundregion, als sie bei Wudduna (South Australia) durch eine Panne aufgehalten wurden. Bei einem abendlichen Rundgang entdeckte hier Robert Taylor auf einmal eine Arbeiterin von Nothomyrmecia – mehr als 1000 Kilometer vom Ursprungsfundort entfernt. In Westaustralien wurde sie dagegen bis heute nie wiedergefunden. Der Ort der Wiederentdeckung wurde später zum Schutzgebiet für die Art erklärt.